# Rapporto sul comportamento sessuale delle studentesse
Rapporto sul comportamento sessuale delle studentesse (Schulmädchen-Report: Was Eltern nicht für möglich halten) è un film del 1970 diretto da Ernst Hofbauer.
La pellicola erotica è basata su uno studio di sessuologia, intitolato Schulmädchen-Report di Günther Hunold e Kurt Seelmann, nel quale si indagava la vita sessuale di 12 giovani donne.
Il grande successo di questo film aprì la strada ad una serie cinematografica con pellicole aventi lo stesso schema, che prese il nome di Schulmädchen-Report che proseguì fino al 1980 con 13 titoli complessivi cui devono aggiungersi numerose imitazioni.

## Trama
Le ragazze di un istituto femminile vengono portate in gita presso una centrale elettrica. Tra queste, Renate, si allontana dal gruppo e torna in autobus dove seduce l'autista che si era addormentato. L'insegnante nota l'assenza della ragazza e, tornata indietro, scopre la stessa intenta a fare sesso con l'autista. Tornati a scuola, viene indetto immediatamente un consiglio di istituto per espellere la ragazza. Ma qui il Dr. Bernauer, psicologo sessuale, sostiene che alcuni concetti morali sono ormai superati e che la scienza ha aperto a una visione diversa della sessuologia. Quindi elenca una serie di esempi per approfondire il concetto di morale nei giovani di oggi.
Si alternano quindi episodi di giovani alle prese con approcci sessuali più o meno disinvolti, a spezzoni in cui, in stile documentaristico, sono intervistate per strada ragazze che spiegano il loro atteggiamento nei confronti del sesso e della masturbazione e le loro esperienze.
In fine, grazie a quanto sostenuto dal Dr. Bernauer, il consiglio di istituto si esprime contro l'espulsione della studentessa Renate e per la rivendicazione della libertà sessuale anche per i minorenni. 

## Produzione
Il produttore cinematografico Wolf C. Hartwig, dopo essersi imbattuto per caso nel libro di Hunold, nel quale presentava interviste a dodici giovani donne di età compresa tra i 14 e i 20 anni sulla loro sessualità, acquistò i diritti per realizzarne una trasposizione cinematografica per 30 000 marchi. 
Il film venne girato in pochi giorni con un budget di 220 000 marchi.

## Colonna sonora
La musica di Gert Wilden combinava beat lounge e acid rock.

## Distribuzione
Il film venne distribuito nei cinema della Germania Ovest dalla Constantin Film il 23 ottobre 1970. In Italia uscì nel 1973.

## Accoglienza
Il film ha ottenuto un enorme successo venendo visto da oltre sei milioni di spettatori. È uno dei cinque film con maggiori incassi in Germania.

## Sequel
Visto il successo ottenuto dal film, ne furono subito realizzati diversi sequel, andando a creare quella nota come la serie Schulmädchen-Report.

## Riconoscimenti
- 1972 - Goldene Leinwand
  - Goldene Leinwand